# Castel San Giorgio
Castel San Giorgio là một đô thị (comune) thuộc tỉnh Salerno trong vùng Campania của Ý. Castel San Giorgio có diện tích km2, dân số là người (thời điểm ngày).